# Roštejn
Hrad Roštejn (německy Burg Rosenstein) je pozdně gotický hrad stojící na skalnatém vrchu (677 m n. m.) v katastru obce Doupě v okrese Jihlava. V současnosti hrad vlastní Kraj Vysočina a spravuje jej Muzeum Vysočiny v Jihlavě. První zmínka pochází z roku 1353.

## Historie
Hrad nechali vybudovat v první polovině 14. století páni z Hradce. Pravděpodobným důvodem stavby hradu na hranici třešťského a telečského panství byla ochrana Telče. V druhé polovině 16. století jej pak Zachariáš z Hradce přebudoval v renesančním stylu. V této době byla také poprvé písemně zmíněna obora, která hrad obklopovala a sloužila postupně k chovu různých druhů spárkaté zvěře. Podle posledních prováděných archeologických a stavebně-historických průzkumů je ovšem možné, že hrad byl k loveckým účelům využíván již v období středověku.
Dalšími majiteli byli Slavatové z Košumberka, Lichtenštejni z Kastelkornu a Podstatští-Lichtenštejnové. Dne 12. července 1915 hrad vyhořel po úderu blesku do věže. Větší opravy byly zahájeny v roce 1958. Od roku 1969 je přístupný veřejnosti.
V roce 2008 byl v prostorách hradu otevřen prohlídkový okruh s expozicí strašidel; v letech 2018–2019 pak dvě nové expozice, prezentující objekt jako lovecké sídlo, jejichž hlavními tématy jsou příroda, lovectví a myslivost. Přibyla tak i „herna u zvídavé lišky“, v níž mohou děti prakticky projevit své nově nabyté znalosti.
Opravy probíhající od roku 2017, během nichž byly mimo jiné nahrazovány části degradovaného krovu, preventivně měněna střešní krytina, kontrolována a spárována hradní věž, restaurovány olejomalby a historický nábytek, stejně jako vlastní cenné prvky interiéru (štukový strop a oltář, nástěnné malby ad.), byly ukončeny v lednu 2021; vynaložená částka přesáhla 70 milionů korun.

## Zajímavosti
- Dominantou je sedmiboká gotická věž vysoká 45 m s dohledností až několik desítek km (za příznivých podmínek jsou vidět rakouské Alpy).
- Hrad patří k nejlépe dochovaným stavbám svého druhu.
- V interiérech se nacházejí cenné pozdně renesanční nástěnné malby erbů v Erbovním sále, rostlin v Botanickém sále a koně v Pracovně polesného.
- Součástí hradu je i kaple sv. Eustacha (patrona všech lovců, předchůdce sv. Huberta).[8]
- Jméno hradu Roštejn (z německého pojmenování Rosenstein) se odvozuje od pětilisté růže, kterou měla ve znaku většina příslušníků rozvětvené dynastie Vítkovců, tedy i zakladatelů hradu pánů z Hradce.
- Na hradě a v jeho blízkém okolí probíhalo natáčení částí několika filmů, zejména pohádek (například Z pekla štěstí 2, Černá fortuna, O Radkovi a Mileně, Jak se budí princezny, Pravý rytíř či Bajkeři).

## Galerie

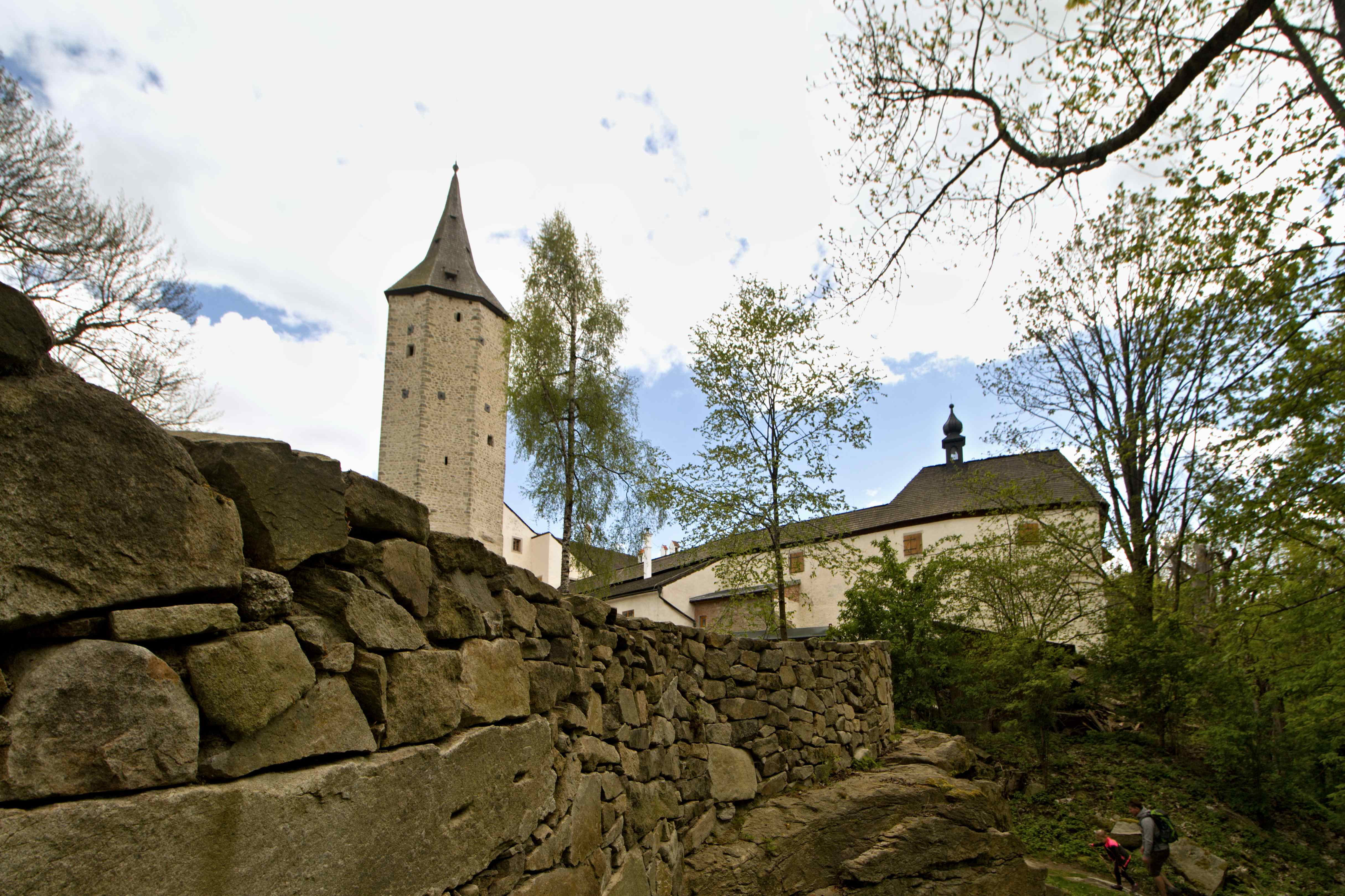
Hradní zákoutí
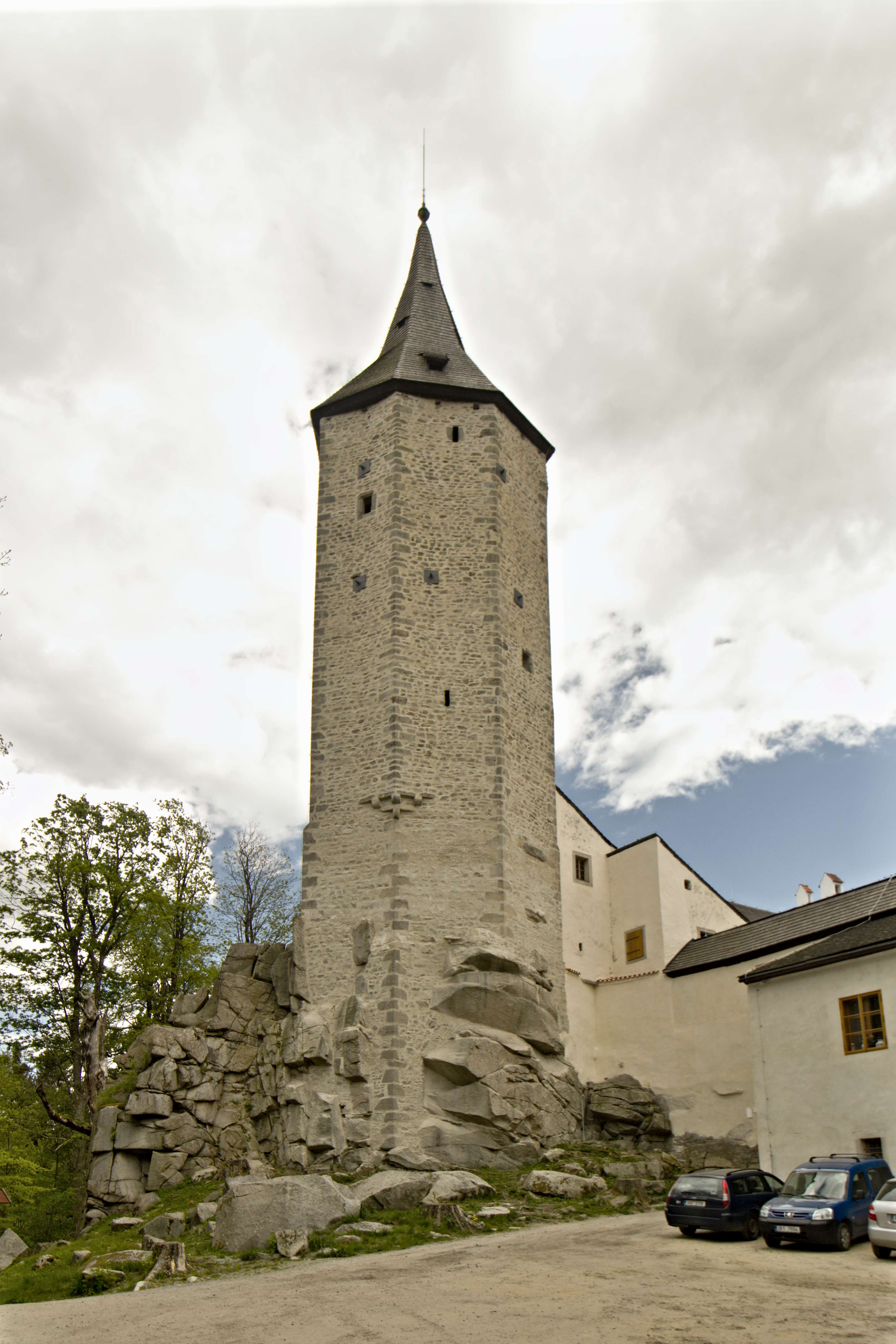
Věž
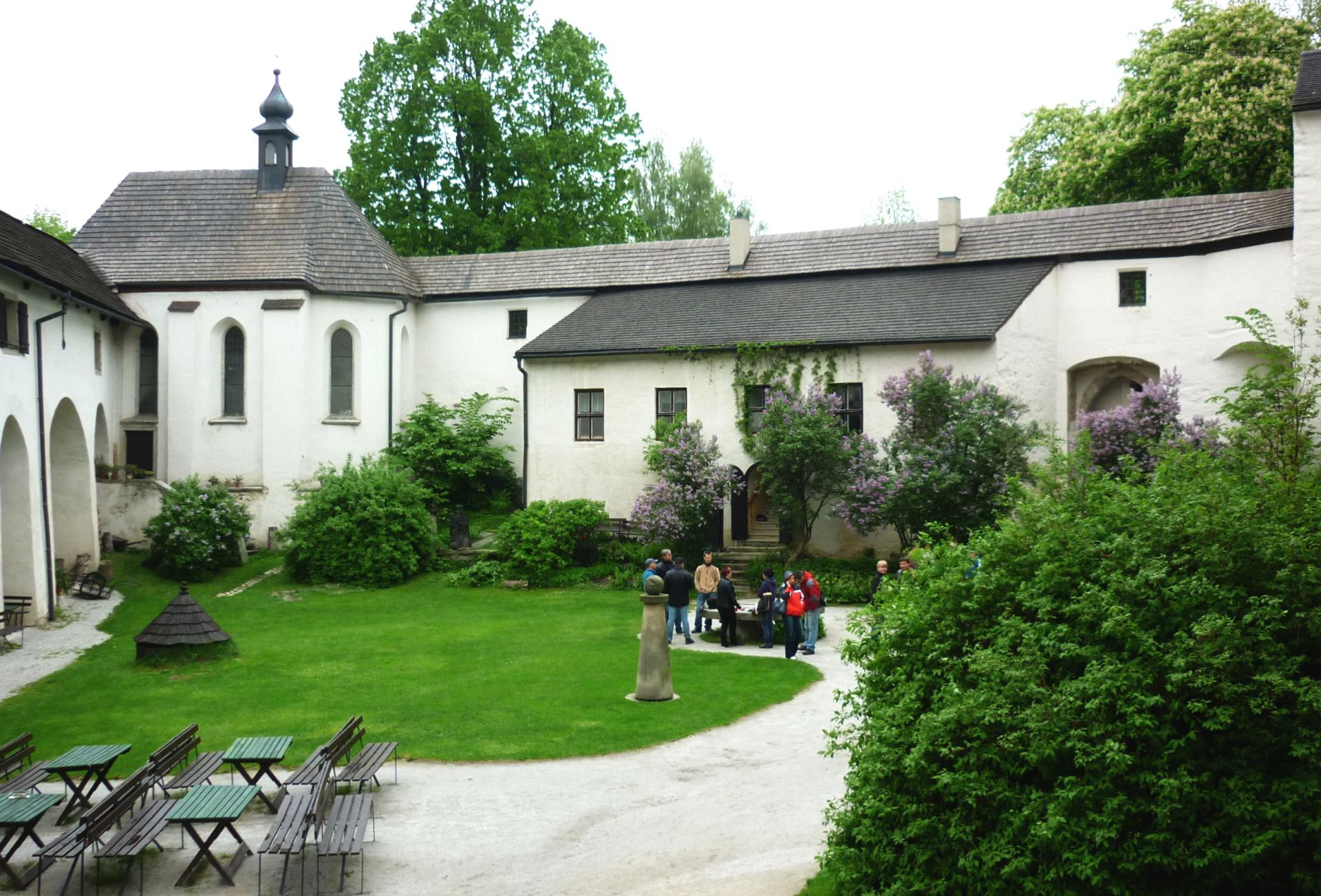
Nádvoří – vlevo kaple sv. Eustacha
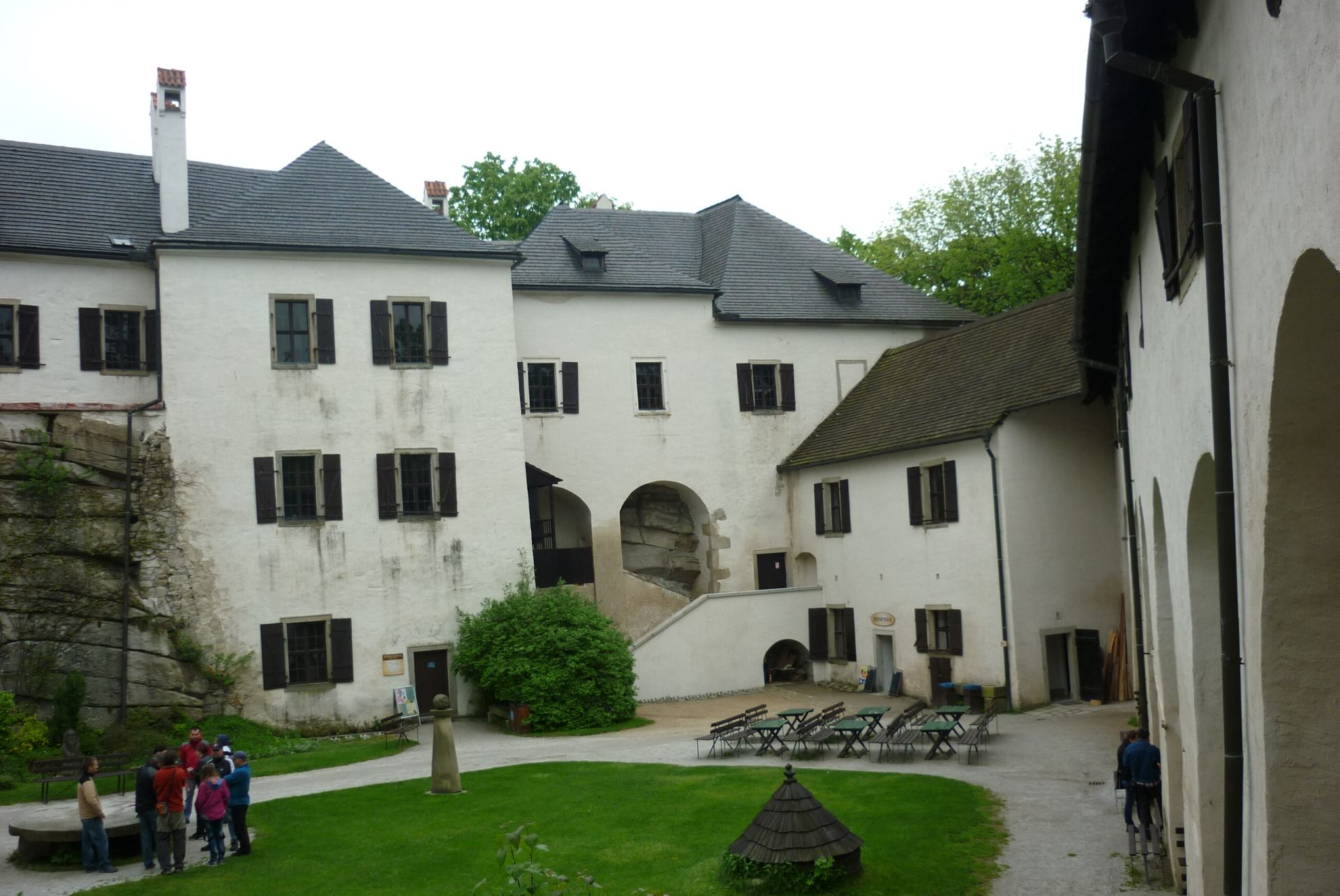
Nádvoří
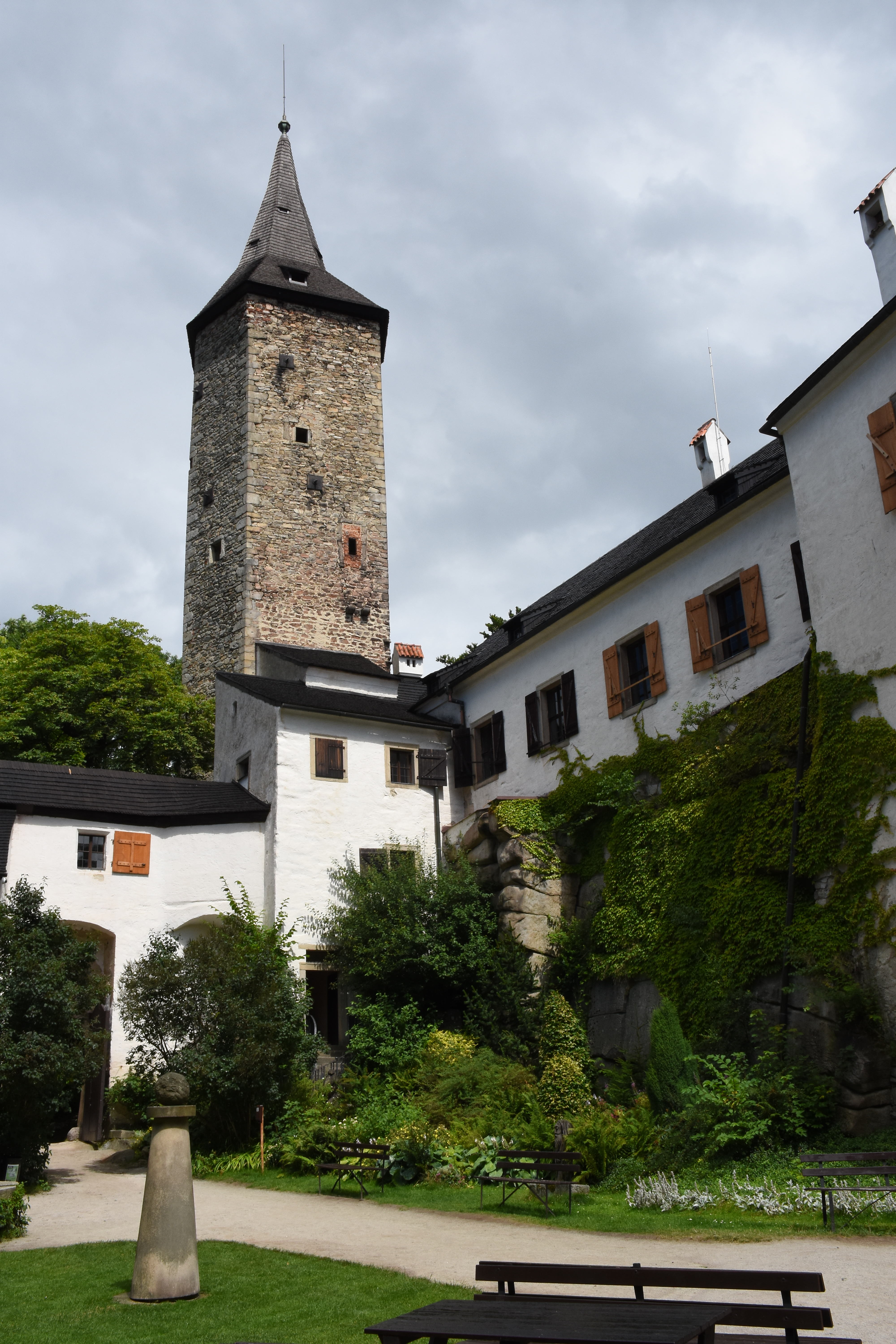
Nádvoří a věž (2016)
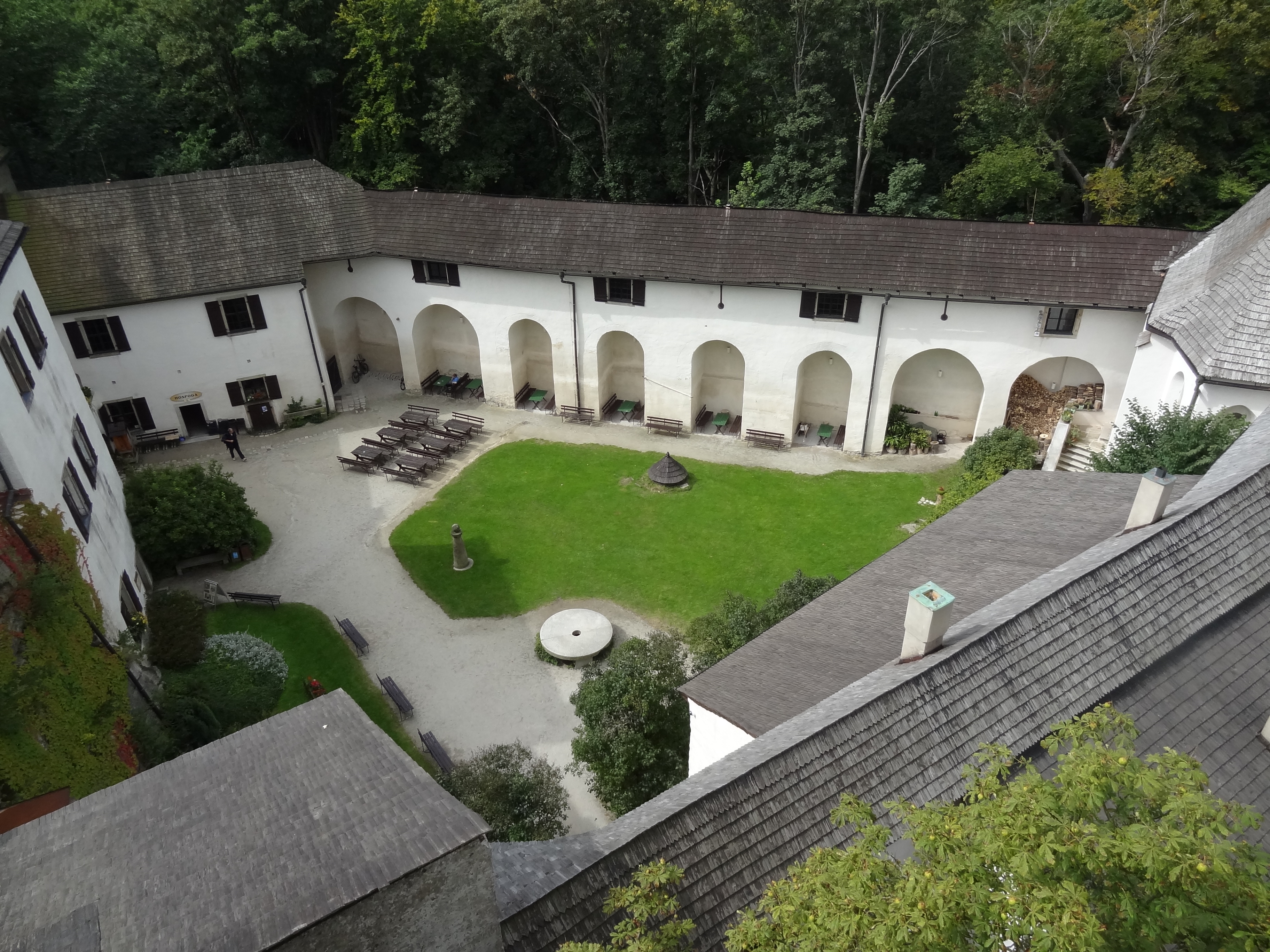
Pohled z věže
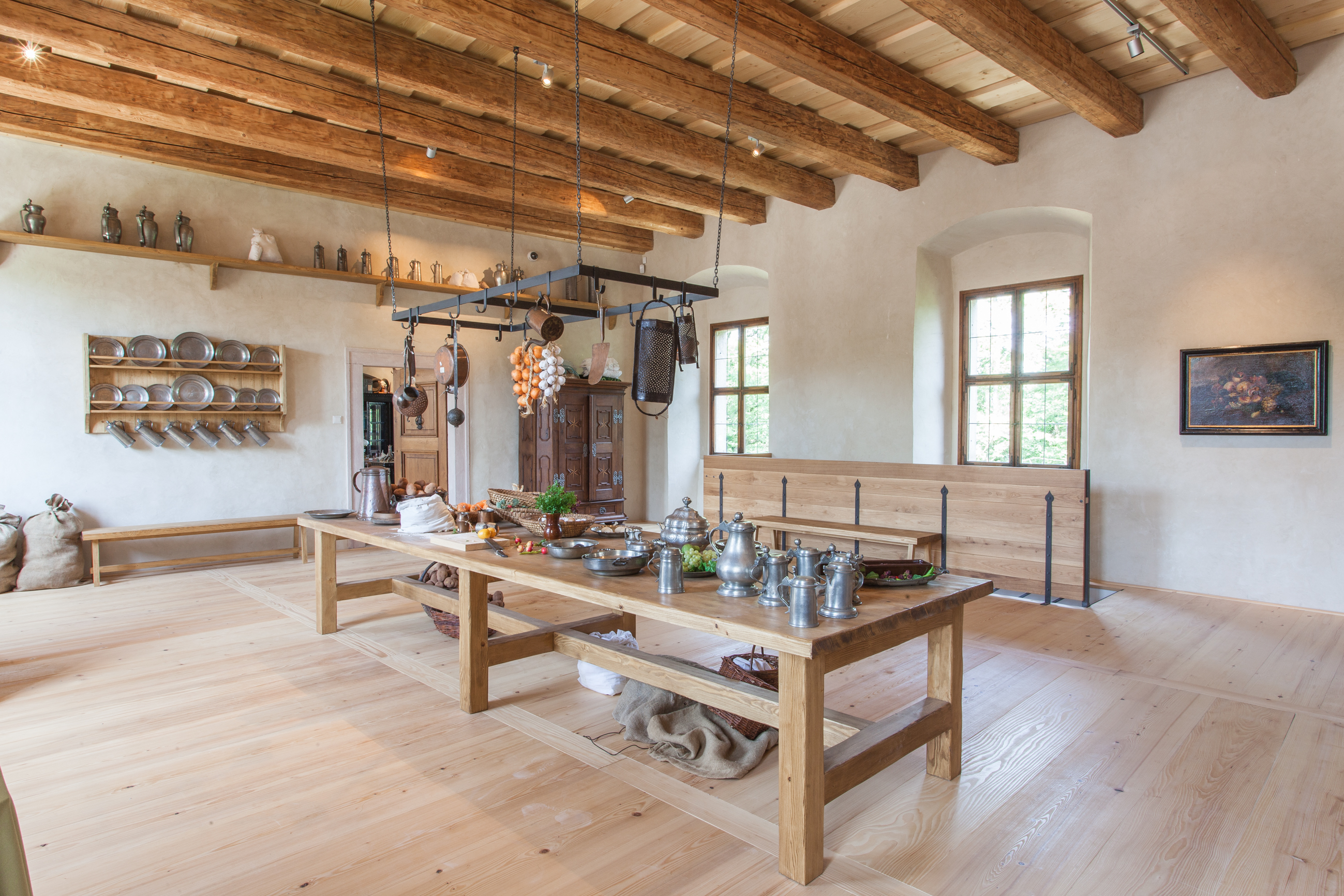
Interiér hradu – přípravna jídel
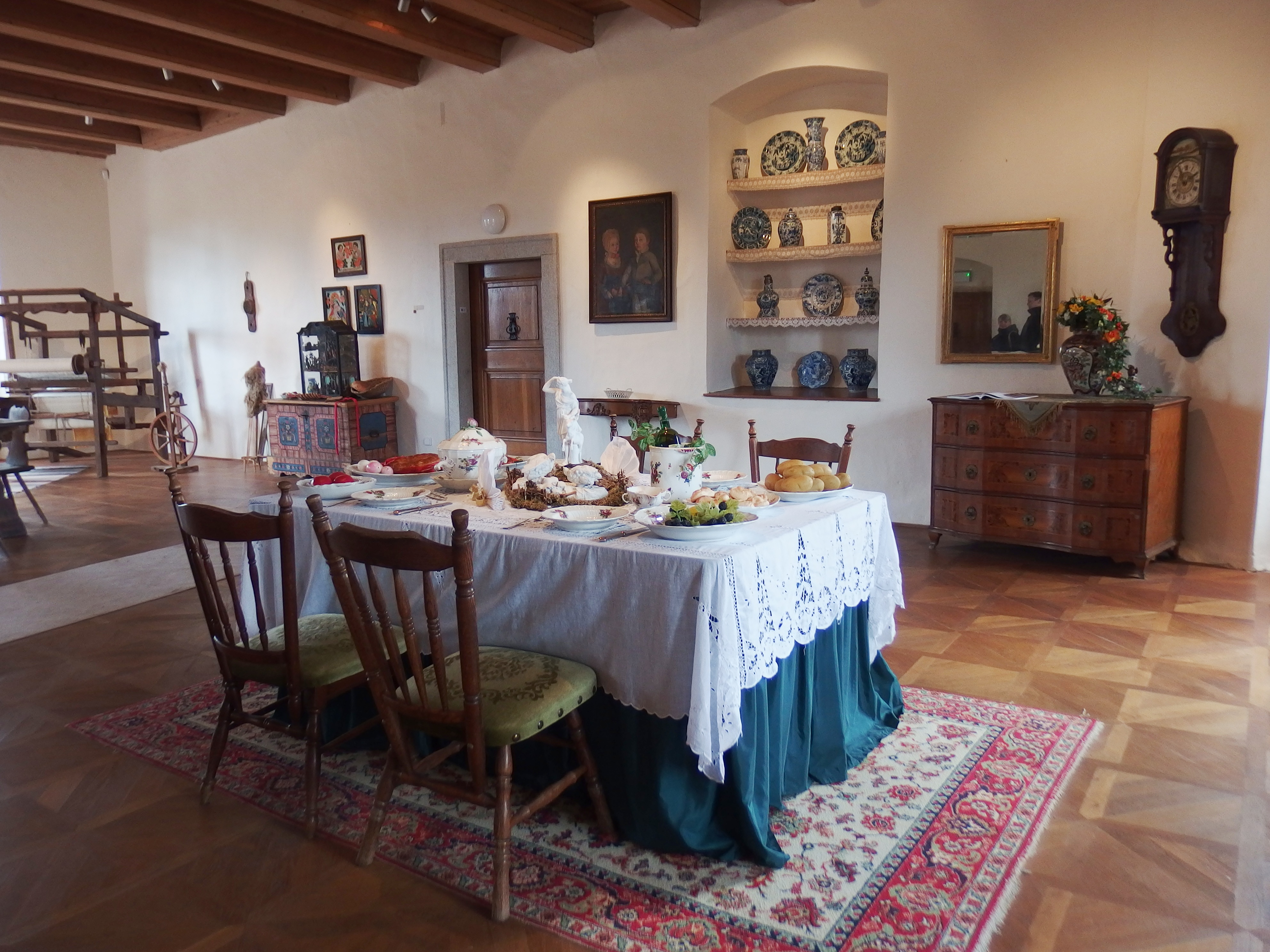
Jídelna
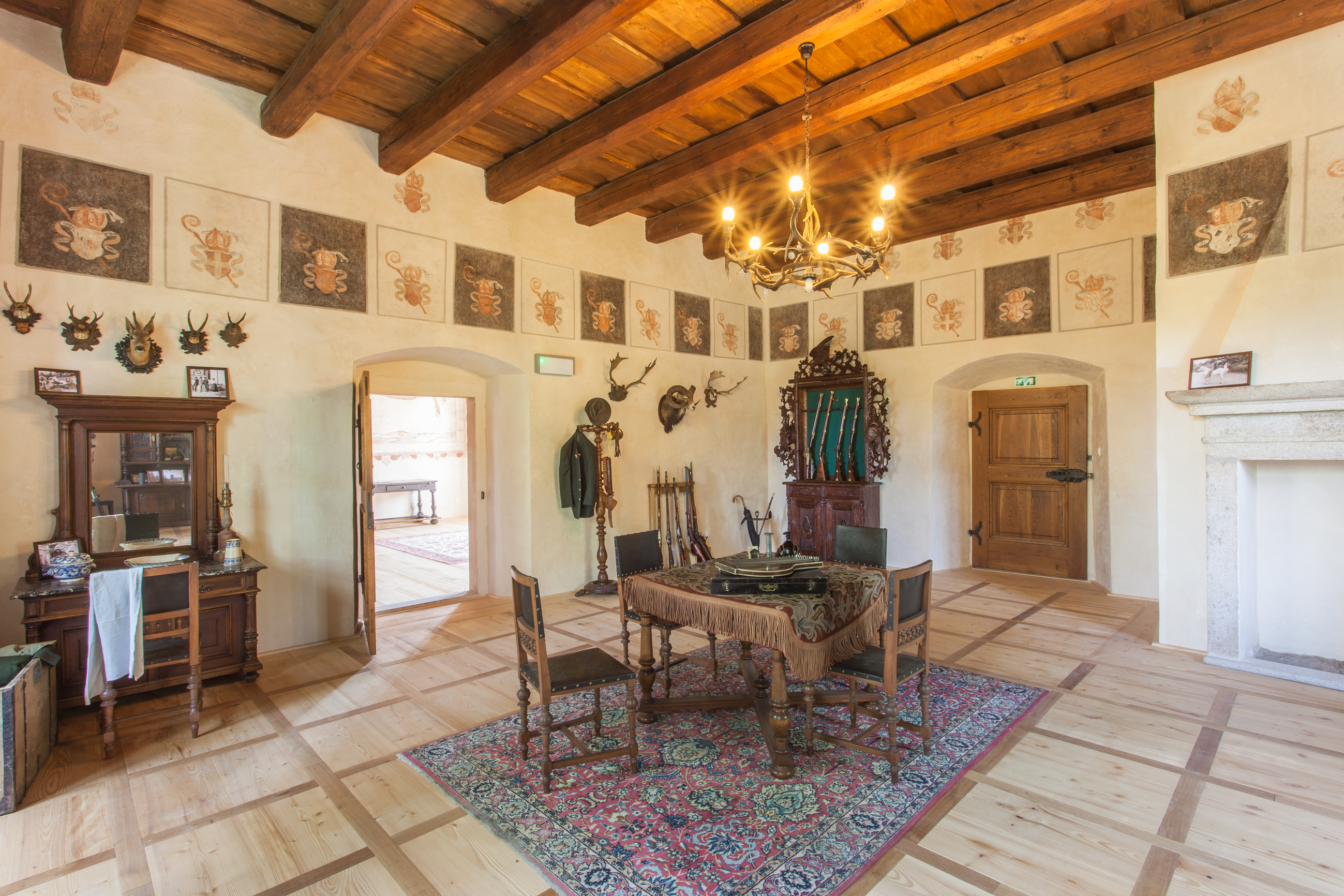
Biskupský sál / salon svatého Huberta
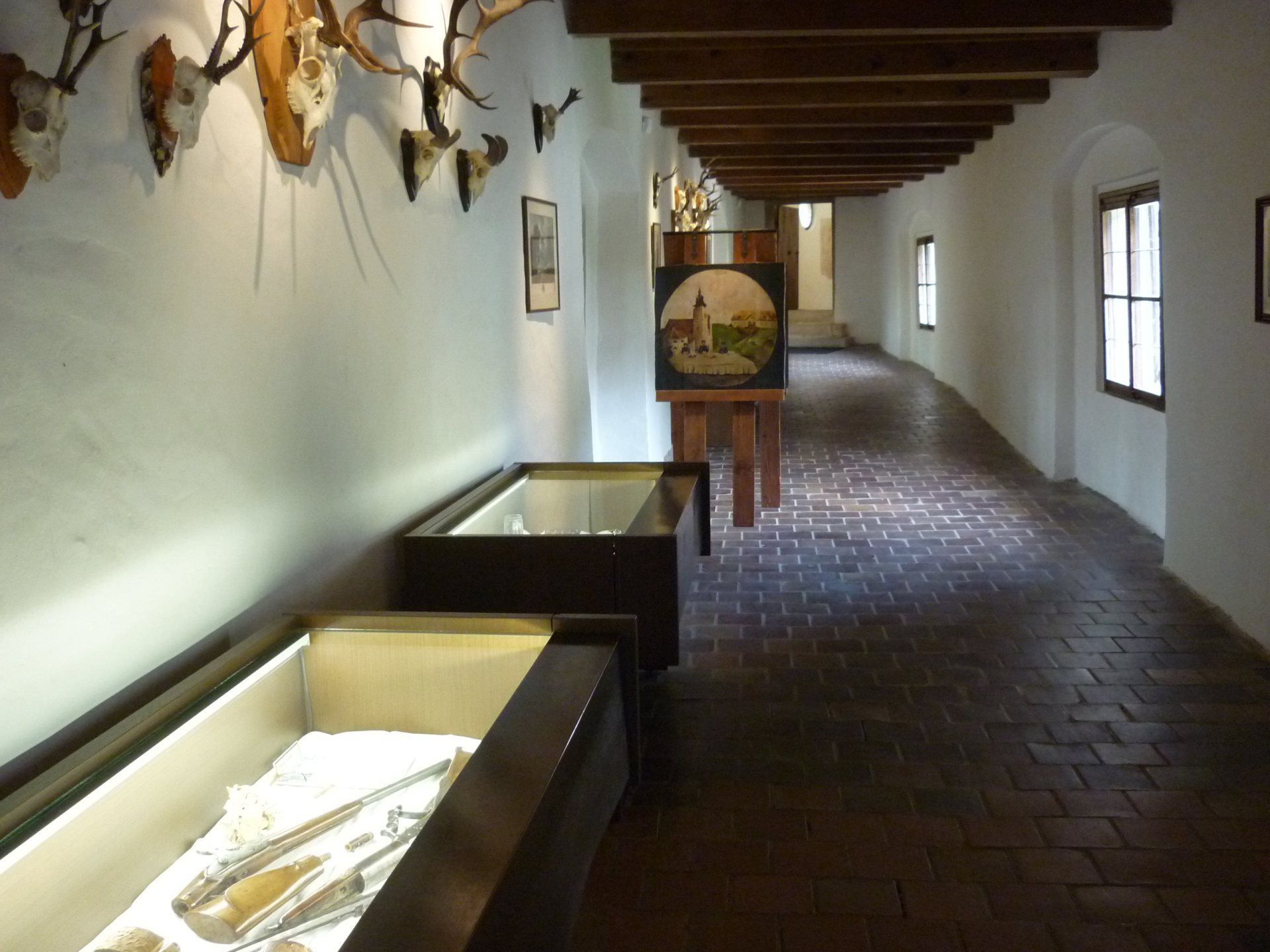
Chodba
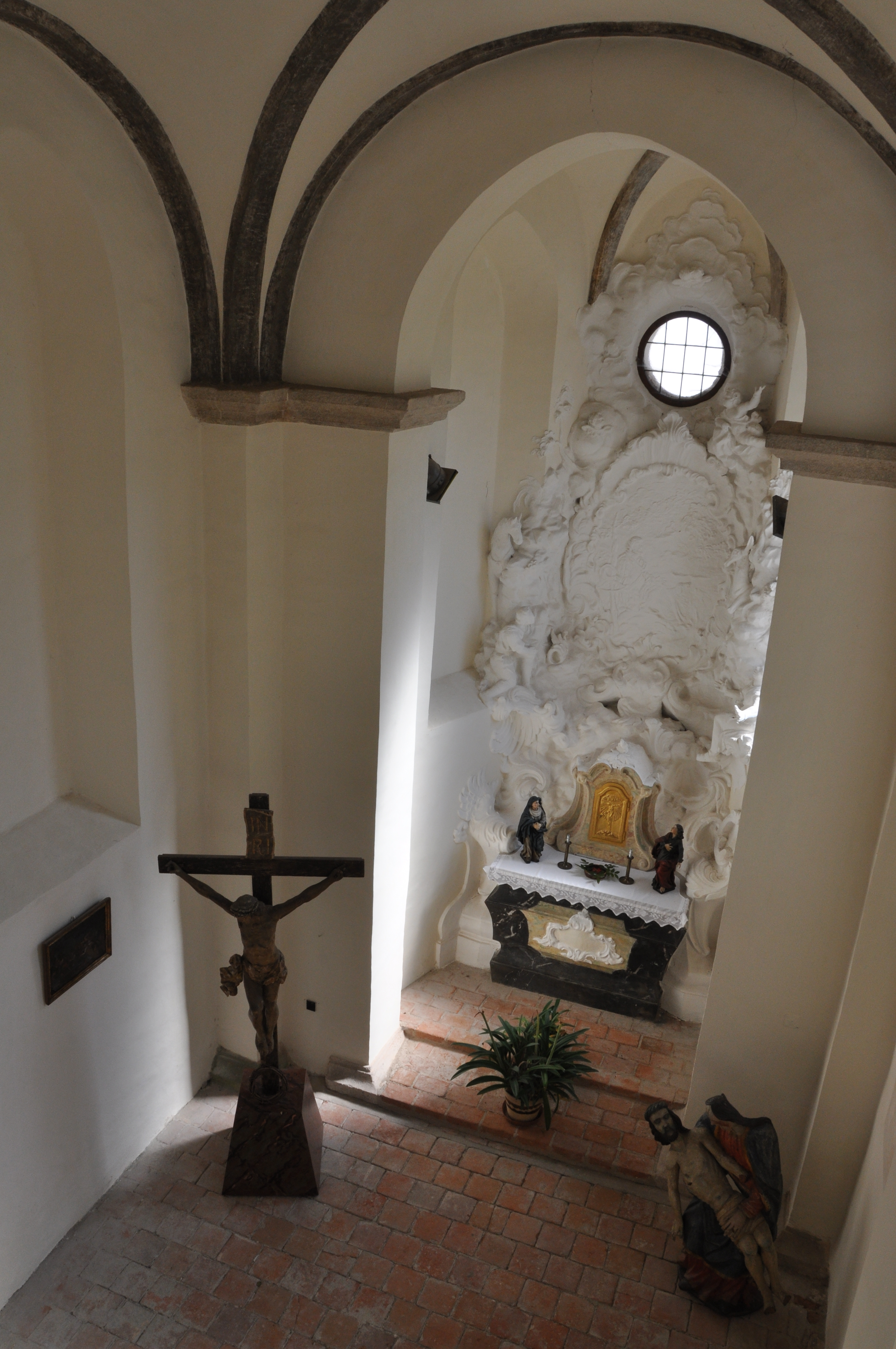
Interiér kaple
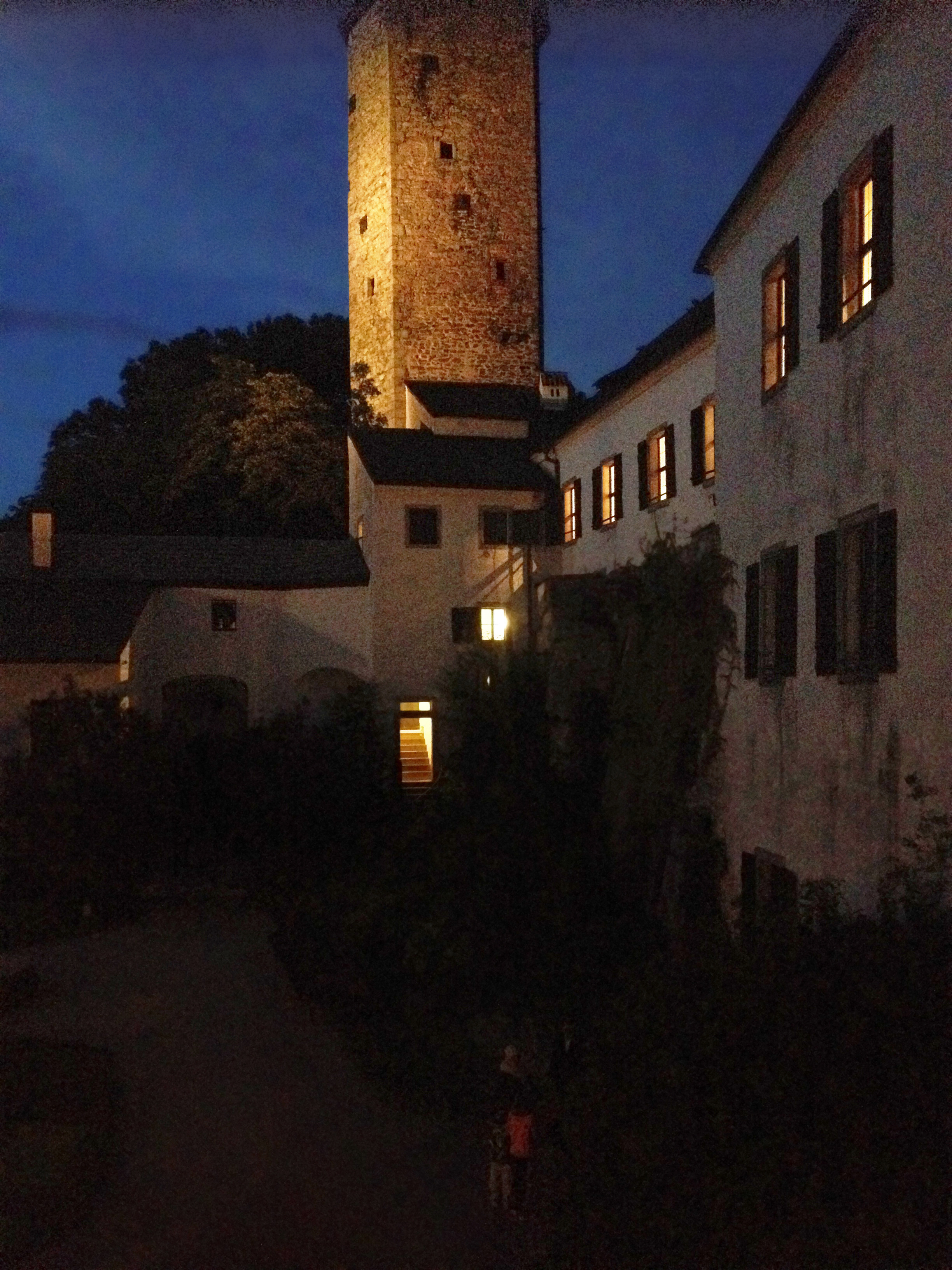
Noční exkurze

| Rok  | Počet návštěvníků | Rok  | Počet návštěvníků |
| ---- | ----------------- | ---- | ----------------- |
| 1976 | 20 575            | 2004 | 30 867            |
| 1982 | 30 940            | 2005 | 31 400            |
| 1983 | 25 110            | 2006 | 31 229            |
| 1984 | 20 214            | 2007 | 32 658            |
| 1985 | 23 012            | 2008 | 36 494            |
| 1986 | 27 011            | 2009 | 39 589            |
| 1987 | 29 122            | 2010 | 43 218            |
| 1988 | 27 513            | 2011 | 42 835            |
| 1989 | 34 916            | 2012 | 40 510            |
| 1990 | 22 671            | 2013 | 25 903            |
| 1991 | 18 118            | 2014 | 33 929            |
| 1992 | 24 455            | 2015 | 41 560            |
| 1993 | 21 391            | 2016 | 54 308            |
| 1994 | 23 954            | 2017 | 38 029            |
| 1995 | 29 629            | 2018 | 29 106            |
| 1996 | 29 821            | 2019 | 54 234            |
| 1997 | 30 400            | 2020 | 54 246            |
| 1998 | 34 999            | 2021 | 40 321            |
| 1999 | 37 352            | 2022 | 37 551            |
| 2000 | 37 590            | 2023 | 32 349            |
| 2001 | 35 676            | 2024 | 28 678            |
| 2002 | 33 695            |      |                   |
| 2003 | 36 560            |      |                   |